# Orel opičí
Orel opičí, zastarale harpyje opičí (Pithecophaga jefferyi) je vzácný, kriticky ohrožený druh dravce z čeledi jestřábovití, který se endemicky vyskytuje na Filipínách. Je hnědobíle zbarvený a na hlavě a zátylku má výraznou střapatou korunku z dlouhých hnědých per. Se svou délkou asi 105 cm a rozpětím křídel až 250 cm patří mezi největší létající dravce na světě a je považován za největší žijící druh orla. Hnízdí jednou za dva roky a obvykle klade jen jediné vejce. Je velice dlouhověký, někteří jedinci se v zajetí dožili věku nad 40 let.
Vyskytuje se pouze na filipínských ostrovech Leyte, Luzon, Mindanao a Samar. Tak jako všichni velcí orli světa, i tento obsazuje rozsáhlé teritorium. Podle výzkumu vzdálenosti jednotlivých hnízd potřebuje každý pár ke své obživě asi 133 kilometrů čtverečních lesa. Odhaduje se, že v přírodě se vyskytuje méně než 500 dospělých jedinců tohoto druhu. Ohrožuje je hlavně ztráta přirozeného prostředí v důsledku kácení tropických deštných lesů a nelegální lov pro trofeje, potravu a obchod s živými zvířaty. Pokusy o vypuštění jedinců odchovaných v zajetí do volné přírody skončily většinou neúspěšně.
Od roku 1995 je orel opičí národním ptákem Filipín.

## Popis
Až na rozdíly ve velikosti (samice jsou obvykle asi o 10 % větší než samci) jsou si obě pohlaví velmi podobná. Mají tmavě hnědý hřbet i svrchní stranu křídel, zatímco spodní strana křídel, břicho a hruď jsou zbarveny bíle. Čtvercový ocas je svrchu hnědý a zespodu šedý. Nohy jsou žluté s třásnitým hnědým peřím a velkými černými drápy, zobák je velký, vysoce klenutý a je zbarven tmavě modrošedě. Oči má také modrošedé, což je mezi dravci ojedinělost. Hlavu má ozdobenou korunkou z prodloužených hnědých per připomínající hřívu, již při vzrušení dovede vztyčit. Mláďata mají bílé prachové peří. Nedospělí jedinci jsou zbarvením podobní dospělcům, jen peří na jejich hřbetě a svrchní straně křídel má světlé okraje. V letu je možná záměna s orlem bělobřichým, ale orla opičího lze odlišit podle dlouhého ocasu a zaoblených křídel.
Mezi nejčastěji vydávané zvuky patří hlasitý vysoký hvizd. Mláďata dožadující se potravy vydávají řadu různých pronikavých volání.

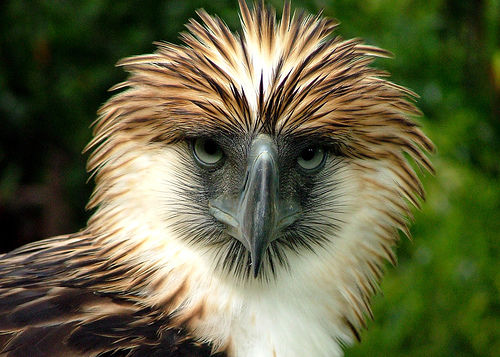
Orel opičí se svou hlavou podle některých pozorovatelů ptáků podobá bájnému gryfovi

### Velikost
Údaje o rozměrech a hmotnosti orla opičího se liší. Je považován za největší žijící druh orla na světě a po vyhynulém orlu Haastovu z Nového Zélandu je možná druhým největším druhem orla, jaký kdy žil, avšak orel východní a harpyje pralesní jej zřejmě převyšují svou hmotností (u těchto druhů až 9 kg). Délka orla opičího se obvykle uvádí okolo 86–102 cm, ale podle výzkumu muzejních exemplářů, který se uskutečnil v roce 1997, je průměrná délka samců 95 cm a délka samic 105 cm. Nejdelší měřený exemplář dosahoval délky 112 cm, avšak jedinec byl chován v zajetí, takže se jeho velikost mohla lišit od orlů pobývajících ve volné přírodě, a to v důsledku rozdílné potravy. V rozpětí křídel dosahuje orel opičí 184–220 cm, někdy se uvádí až 250 cm. Má nejdelší tarsus ze všech jestřábovitých ptáků  dosahující až 14,5 cm a velký, bočně stlačený zobák dlouhý přes 7 cm, což z něj spolu s orlem východním tvoří druh s nejdelším zobákem ze všech žijících orlů. Ocas je dlouhý přes 40 cm. Celkový rozsah hmotnosti je 4–8 kg, u samic průměrně 6 kg, u samců 4,5 kg.

## Taxonomie a pojmenování
Prvním Evropanem, který tento druh zkoumal, byl v roce 1896 anglický přírodovědec John Whitehead. Kůže prvního exempláře, jenž získal jeho sluha Juan, byla poslána do Londýna ornitologovi Williamu Robertu Ogilvie-Grantovi, který ji nějakou dobu vystavoval v místní restauraci a o dva týdny později druh popsal.
Rodové jméno Pithecophaga je složené z řeckých slov pithecus (πίθηκος) a phagus (φάγος) a v překladu znamená „požírající opice“. Toto jméno získal kvůli původní domněnce, že se živí výhradně opicemi, která však byla později vyvrácena. Druhové jméno dostal na počest Johnova otce Jefferyho Whiteheada. Ve filipínštině je orel opičí nazýván „haring ibon“ („královský pták“), v jiných místních jazycích také „banog“, „mamboogook“, „malamboogook“, „garuda“, „tipule“, „aquila“ nebo „manaol“.
Orel opičí se řadí do monotypického rodu Pithecophaga a podčeledi Circaetinae, kam byl zařazen po studii DNA z roku 2005, která vyvrátila jeho příbuznost s podčeledí Harpiinae, s níž byl dříve mylně spojován na základě podobnosti kosterních rysů. Nejsou uznávány žádné poddruhy tohoto druhu.

## Rozšíření a výskyt
Je to filipínský endemit vyskytující se pouze na ostrovech Leyte, Mindanao, Samar a ve východní části ostrova Luzon. Je stálý v oblasti svého výskytu, ačkoli byla hlášena i pozorování z ostrovů Polillo, Cebu a Negros, ale ta jsou značně nedůvěryhodná a může se jednat o mylné informace. Také je ale možné, že orli jsou schopni přelétat mezi jednotlivými ostrovy. Existence nepovšimnuté populace na těchto ostrovech je velmi nepravděpodobná.
Většina populace žije na Mindanao. Průzkum z roku 2003 odhaduje zdejší populaci na 82–233 hnízdících párů. Na zbylých ostrovech jsou počty výrazně nižší, a sice na Samaru šest párů, na Leyte dva páry a minimálně jeden pár na Luzonu, kde však velikost tamní populace nebyla dostatečně prozkoumána. Odhad na základě hustoty rozmístění jednotlivých hnízd naznačuje, že na Mindanao by se mohlo vyskytovat asi 340 párů, tato čísla je však třeba brát s rezervou. Každý pár obsazuje rozsáhlé teritorium o rozloze asi 133 km kilometrů čtverečních, z čehož v průměru asi 68 kilometrů čtverečních pokrývá lesní porost. Odhadovaná celková plocha výskytu tohoto druhu je asi 146 000 km², z toho asi 9 220 km² pokrývá původní prales.
Obývá převážně dipterokarpové horské pralesy, ale i galeriové a sekundární lesy od nížin až do nadmořské výšky asi 1800 m. Velká část jeho nížinných biotopů je však zničena kvůli těžbě dřeva a přeměně původního pralesa na zemědělskou půdu, a tak se většina populace vyskytuje spíše v členitém horském terénu, který není těžbou tolik ohrožen. Devět ze třinácti hnízd pozorovaných na Mindanao mezi lety 1991 a 1998 se nacházelo ve vzdálenosti do 100 metrů od okraje lesa, ale dvě hnízda pozorovaná tehdy na Luzonu byla skryta hluboko v lese.

## Způsob života

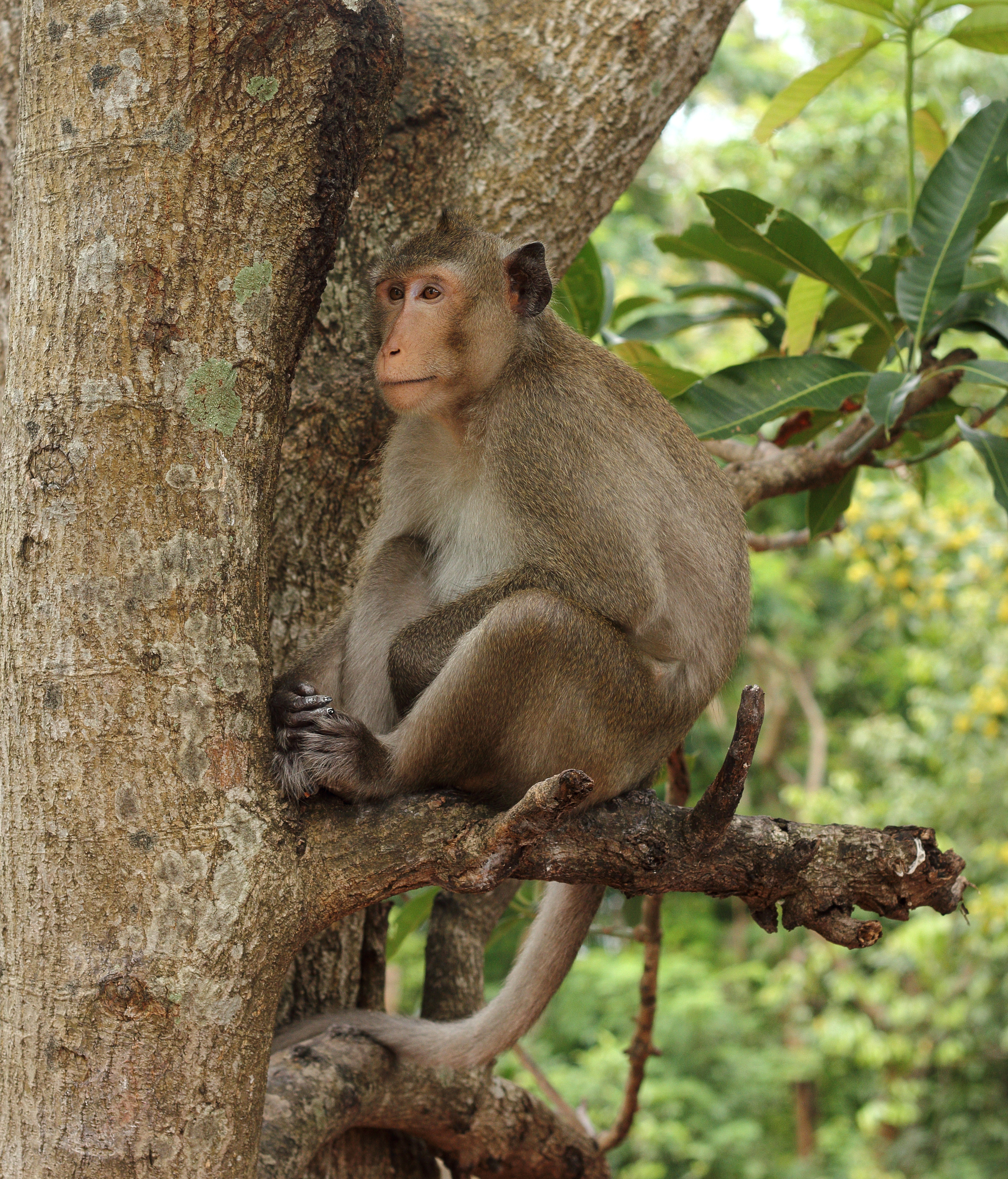
Kořistí orla opičího se někdy stává makak jávský

Orel opičí je samotářský pták trávící čas v párech, jež vytváří na celý život. Aktivní je ve dne. Navzdory své velikosti je to rychlý a obratný letec, který je schopen dosáhnout rychlosti až 80 km/h, což z něj v pralesním prostředí dělá úspěšného lovce a v místech svého výskytu je vrcholovým predátorem.

### Potrava
Kvůli hlášení filipínských domorodců a faktu, že v žaludku prvního zkoumaného zastřeleného orla byly nalezeny nestrávené pozůstatky makaka jávského (Macaca fascicularis), se dříve usuzovalo, že se živí výhradně opicemi. Pozdější studie ale odhalily, že loví i řadu jiných živočichů. Druhy potravy se různí podle místa výskytu. Z tohoto hlediska je orel opičí poměrně přizpůsobivý, preferuje však kořist žijící na stromech. Na Mindanao je hlavní kořistí letucha filipínská (Cynocephalus volans), která na některých lokalitách může tvořit až 90 % úlovků. Nevyskytuje se ale na Luzonu a zde jsou hlavní kořistí makaci jávští (jediný druh opice vyskytující se na Filipínách), kaloni, velemyši obláčkové (Phloeomys pallidus), ptáci (např. sovy nebo zoborožci) a plazi (velcí hadi nebo ještěři). Dále má na svém jídelníčku cibetky, veverky a dravé ptáky. V hnízdě orla opičího se našly pozůstatky malého jelena sambara mindanajského (Rusa marianna nigella) a obyvatelé Filipín hlásili i případy, kdy lovil ve vesnicích drůbež, mladá prasata nebo psy, avšak žádné přímé důkazy o tom, že by lovil domácí zvířata, zřejmě neexistují.
Podle výzkumu Roberta S. Kennedyho tvořili 84,3 % potravy nošené do hnízda savci, ze 7,8 % ptáci a z dalších 7,8 % plazi.

#### Způsob lovu
Při lovu používá převážně dvě techniky. Jedna spočívá v nehybném sezení na větvi a číhání na kořist, při druhé aktivně létá v lesním porostu, snáší se k zemi mezi větvemi a vyhlíží kořist. Pokud žádnou nespatří, vystoupá opět vzhůru nad vrcholky stromů a celou akci opakuje. Někdy také při lovu spolupracují dva orli v páru, například při lovu makaků, kdy jeden orel odvádí pozornost, zatímco druhý na opice útočí zezadu. Jelikož dospělý samec makaka váží až 9 kg a má podobnou velikost jako orel opičí, může pro něj představovat nebezpečnou kořist. Existují pozorování, kdy orel při pokusu o ulovení makaka utrpěl zlomeninu nohy.

### Rozmnožování

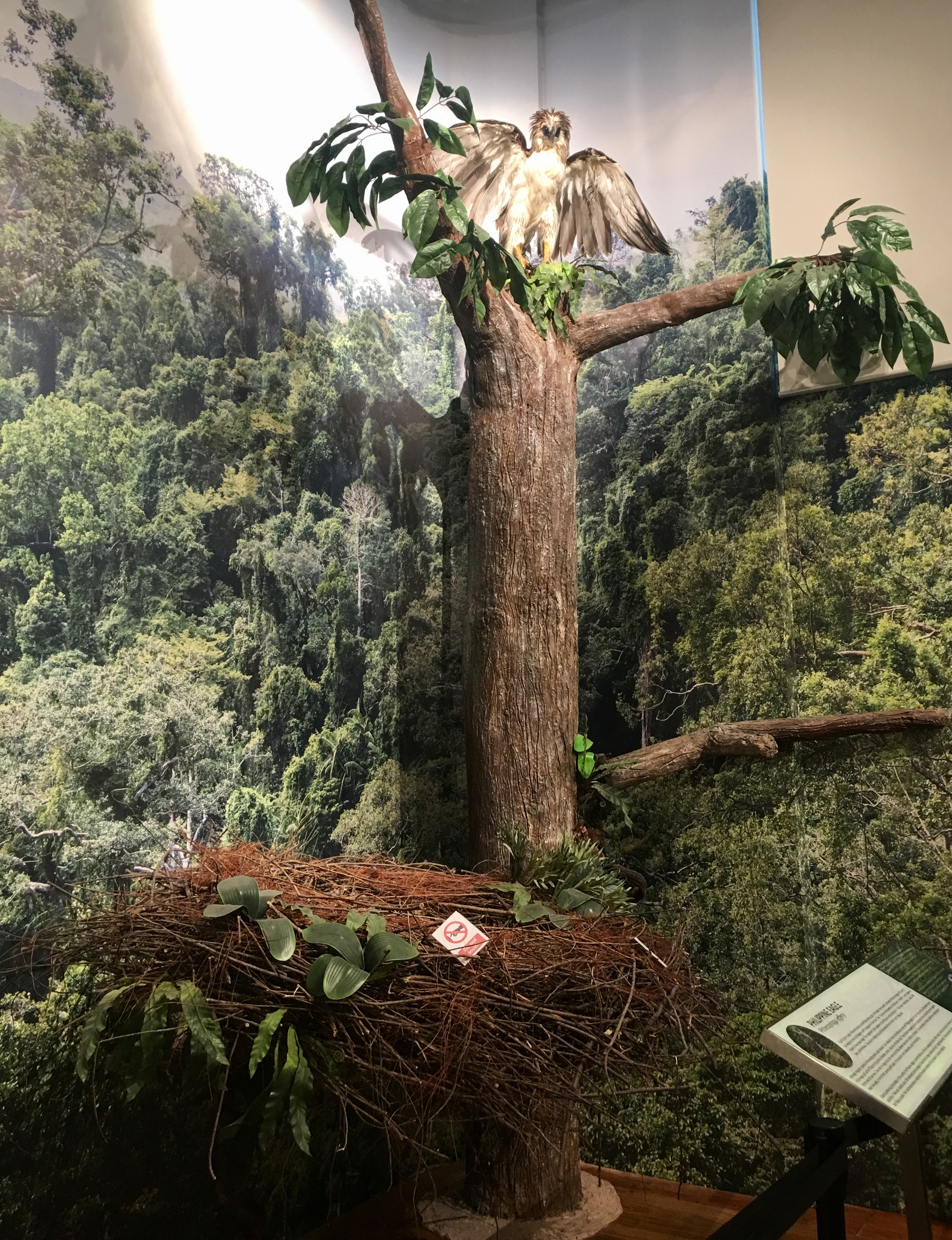
Rekonstrukce hnízda v muzeu

Orel opičí se páří jednou za dva roky a společně s orlem korunkatým a harpyjí pralesní má nejdelší chovný cyklus ze všech dravců. Je monogamní, tedy vytváří si pár na celý život. Pokud ale jeden z dvojice zemře, druhý si obvykle hledá nového partnera.
Začátek námluv, které se odehrávají především v červenci, je signalizován stavbou hnízda a zvýšeným pobytem v jeho okolí. Námluvy jsou podobné jako u většiny ostatních denních dravců a jejich součástí je společné plachtění nad hnízdním územím, vzdušná akrobacie (společný střemhlavý pád) a předvádění drápů, kdy samec natahuje drápy ke hřbetu samice a ona se ve vzduchu převrací, aby předvedla své vlastní drápy. Během společného plachtění samec obvykle létá mírně vzadu nad samicí. Vyvrcholením námluv je opakovaná kopulace na hnízdě nebo v jeho blízkosti.
Doba hnízdění se může na jednotlivých ostrovech lišit. Na ostrově Mindanao může začínat během srpna nebo září a trvat do prosince nebo do února, zatímco na Luzonu začíná až v polovině prosince po konci období tajfunů. Faktory pro načasování hnízdění nejsou zcela známy, ale zřejmě je to přizpůsobeno počasí tak, aby se orli v této době vyhnuli vrcholnému období dešťů a mláďata se líhla v období sucha. Dalším ovlivňujícím faktorem může být aktuální výskyt kořisti v dané oblasti. Hnízdo staví v korunách vysokých stromů ve výšce 27–50 metrů nad zemí, někdy přímo na podkladu utvořeném z velkých epifytických kapradin či orchidejí. Zdá se však, že nepreferuje žádné vybrané druhy stromů a dokáže hnízdit i v sekundárních, člověkem značně narušených lesích. Na Mindanao se jedno hnízdo nacházelo v lesíku o rozloze pouze dvou hektarů (100 × 200 m) obklopeném loukami a kukuřičnými poli. Uživit se v takovém prostředí je však pro orla opičího náročné, protože jeho potravu tvoří výhradně lesní živočichové. Na jednom hnízdním stromě v silně odlesněné oblasti zůstal orel bez potravy pět dní.
Hnízdo bývá tímtéž párem používáno opakovaně. Má průměr asi 1,2 až 2,7 metru, je postaveno z větví a zevnitř lemováno listy.
Osm až deset dní před kladením vajec upadá samice do stavu jakési otupělosti, drží svěšená křídla, častěji vydává volání, nepřijímá potravu ale pije hodně vody. Klade obvykle jedno, velmi vzácně i dvě bílá vejce, ale pokud se mládě nevylíhne nebo uhyne brzy po vylíhnutí, samice může následující rok naklást další. Na vejci sedí po dobu 58–68 dnů střídavě oba rodiče, ale samice častěji (asi dvě třetiny celkového času, zatímco samec sedí na vejci zbylou třetinu). Mládě je krmeno samcem i samicí a prvních sedm týdnů jej rodiče chrání před sluncem a deštěm. Z hnízda vylétá ve 4–5 měsících, ale až do 20 měsíců života potomka se o ně rodiče stále starají, dokud mladý orel neopustí jejich území, aby se stal samostatným. Podle pozorování se mláďata učí lovit sama, bez zásahu rodičů. Samice pohlavně dospívají nejpozději v pěti letech, samci v sedmi.

### Délka života
Délka života tohoto druhu orla se odhaduje na 30–60 let. V římské Zoologické zahradě jeden jedinec, který tam byl umístěn v již dospělém věku, žil ještě dalších 41 let. Jiný jedinec orla opičího se v Philippine Eagle Center v Davao dožil 46 let. Ačkoli je tento orel velmi dlouhověký, předpokládá se, že jeho průměrný věk v přírodě je výrazně kratší, a to kvůli hrozbám, jimž je zde vystaven.

## Ohrožení a ochrana

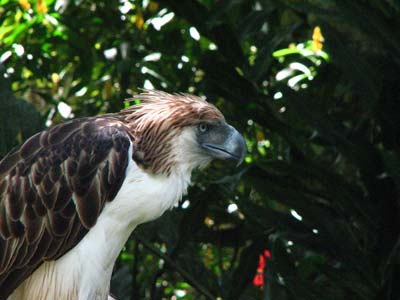
Orel opičí jménem Sir Arny v Philippine Eagle Center v Davao

V Červeném seznamu IUCN je orel opičí uveden jako kriticky ohrožený druh. Podle odhadu z roku 2003 přežívá v přírodě asi 90–250 dospělých párů, což se rovná zhruba 270–750 jedincům, pokud započítáme i nedospělé ptáky. Příčinou jeho ohrožení je hlavně ničení tropických lesů kvůli těžbě dřeva a přeměně krajiny na zemědělskou půdu, což je přímý důsledek rostoucí lidské populace (Filipíny jsou jednou ze zemí s největší mírou odlesňování na světě). Kromě toho byl orel vždy intenzivně loven, ať už pro potravu, obchod se zvířaty nebo kvůli trofejím – hlavně v 60. letech 20. století pokládali lovci tohoto majestátního ptáka za cennou trofej, dávali si ho vypreparovat a pak jím zdobili své domy. Byly zaznamenány i případy, kdy se orel chytil do pasti na prasata nebo jeleny. Dalšími potenciálními hrozbami může být používání pesticidů v zemědělství nebo přírodní katastrofy, jako byl například tajfun Haiyan roku 2013. Kromě lidí nemá tento druh na Filipínách žádné přirozené predátory, dokonce i makaci a cibetky, kteří někdy vybírají ptačí hnízda, se jeho hnízdu vyhýbají.
Profesor Dioscuro S. Rabor, který strávil velkou část svého pracovního života ve filipínských lesích, jako první v roce 1968 upozornil na možnost vyhynutí orla opičího. Jeho výzvu vyslechl Charles Lindbergh, jeden ze světových poradců Světového fondu na ochranu přírody (WWF), známý tím, že jako první přeletěl Atlantský oceán. Ten poté mnohokrát navštívil Filipíny, kde se staral o jeho záchranu. V roce 1969 byl zahájen za finanční podpory WWF a Frankfurtské zoologické společnosti první výzkum zaměřený na podmínky ochrany orla opičího. Další navazující výzkumy však prakticky neexistovaly. Poslední odborné údaje pocházejí z práce Roberta S. Kennedyho, amerického vědce, který působil v rámci ochranářských programů vytvořených vládními úřady ve spolupráci s WWF. Poslední záznamy Kennedyho popisují zajímavé a dosud neznámé chování tohoto velmi vzácného dravce.
Orel opičí je zapsán v 1. příloze Úmluvy o mezinárodním obchodu s ohroženými druhy CITES. Na Filipínách je chráněný a za jeho zabití hrozí až dvanáct let vězení a vysoké pokuty. Jedinou organizací, jež se ochranou a výzkumem tohoto druhu zabývá, je nadace Philippine eagle foundation v Davao, která byla založena roku 1987 a tyto orly úspěšně odchovává. V roce 1992 se poprvé v zajetí vylíhl orel opičí vytvořený umělým oplodněním, ale přirozeného odchovu bylo dosaženo až v roce 1999. Prvního jedince vypustili lidé ze zajetí do přírody v roce 2004, ale ten hned následující rok utrpěl smrtelné zranění při nehodě s elektrickým proudem. Další orel byl vypuštěn v roce 2008, ale byl zastřelen a sněden místním farmářem. Ten po svém dopadení byl odsouzen k zaplacení pokuty 100 tisíc filipínských peso (asi 42 000 Kč). Ochránci přírody na Filipínách s tímto trestem nesouhlasili, jelikož se jim zdál příliš mírný. Během roku 2020 se v Philippine Eagle Center podařilo zachránit sedm orlů opičích, z toho tři byli vypuštěni zpět do volné přírody. Ti, kteří by ve volné přírodě již nebyli schopni přežít, jsou využíváni k chovu v zajetí nebo vzdělávací kampani, jež má šířit povědomí o důležitosti jejich ochrany.

## Vztah slidmi
Orla opičího jmenoval 4. července 1995 prezident Fidel V. Ramos národním ptákem Filipín. Je vyobrazen na některých filipínských poštovních známkách a také na mincích o hodnotě 50 filipínských peso ražených v letech 1983–1994. V roce 2021 odhalila Filipínská centrální banka nový vzhled bankovek o hodnotě 1000 filipínských peso, kde portrétem orla opičího budou nahrazeny původní portréty tří válečných hrdinů z japonské okupace za druhé světové války.
Dříve bylo asi 50 těchto orlů chováno v evropských, asijských i amerických zoologických zahradách, kam jich byla většina dovezena mezi lety 1947 a 1965, ale nikdy se v nich nepodařil úspěšný odchov. Poslední jedinec mimo Filipíny uhynul v roce 1988 v ZOO Antverpy. V červnu roku 2019 byl pár těchto orlů z Davao v rámci záchranného programu poslán do singapurského ptačího parku Jurong Bird Park. Kromě snahy o záchranu ohroženého druhu se jedná také o diplomatické gesto, jež má upevnit vztahy mezi Filipínami a Singapurem.

## Galerie

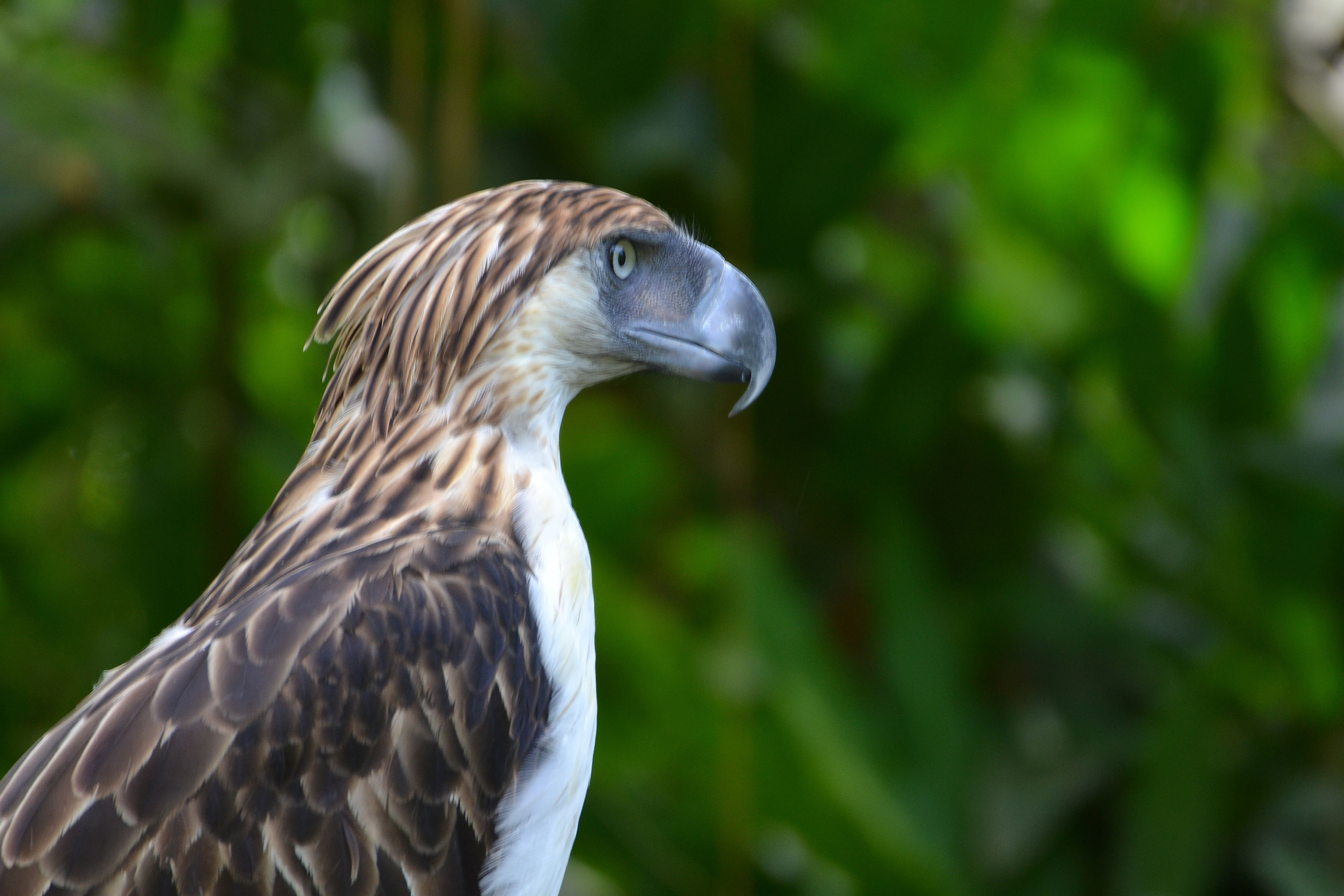
Orel opičí
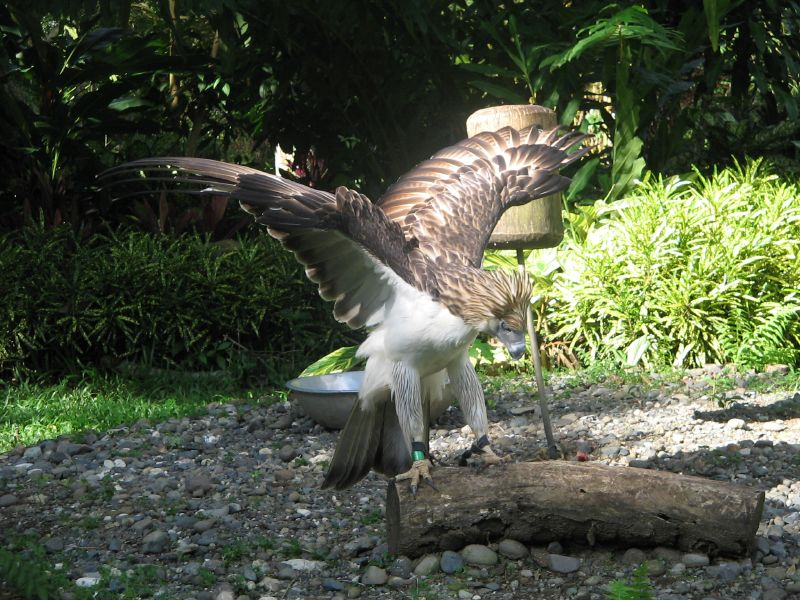
Orel opičí s roztaženými křídly
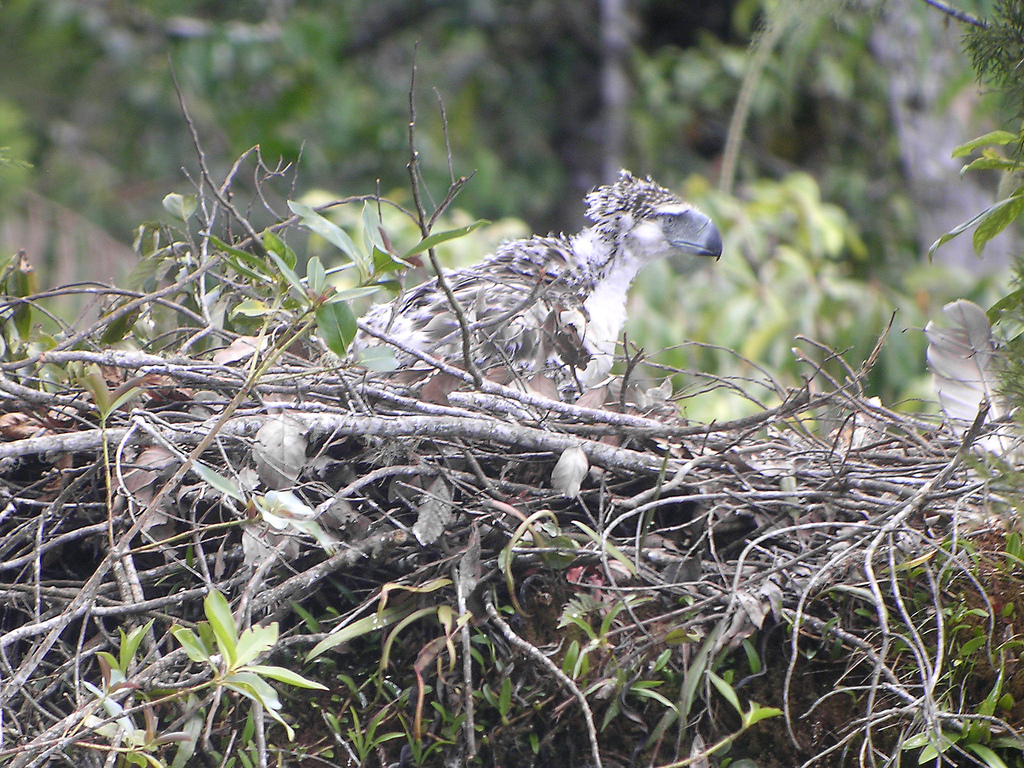
Orel opičí na hnízdě
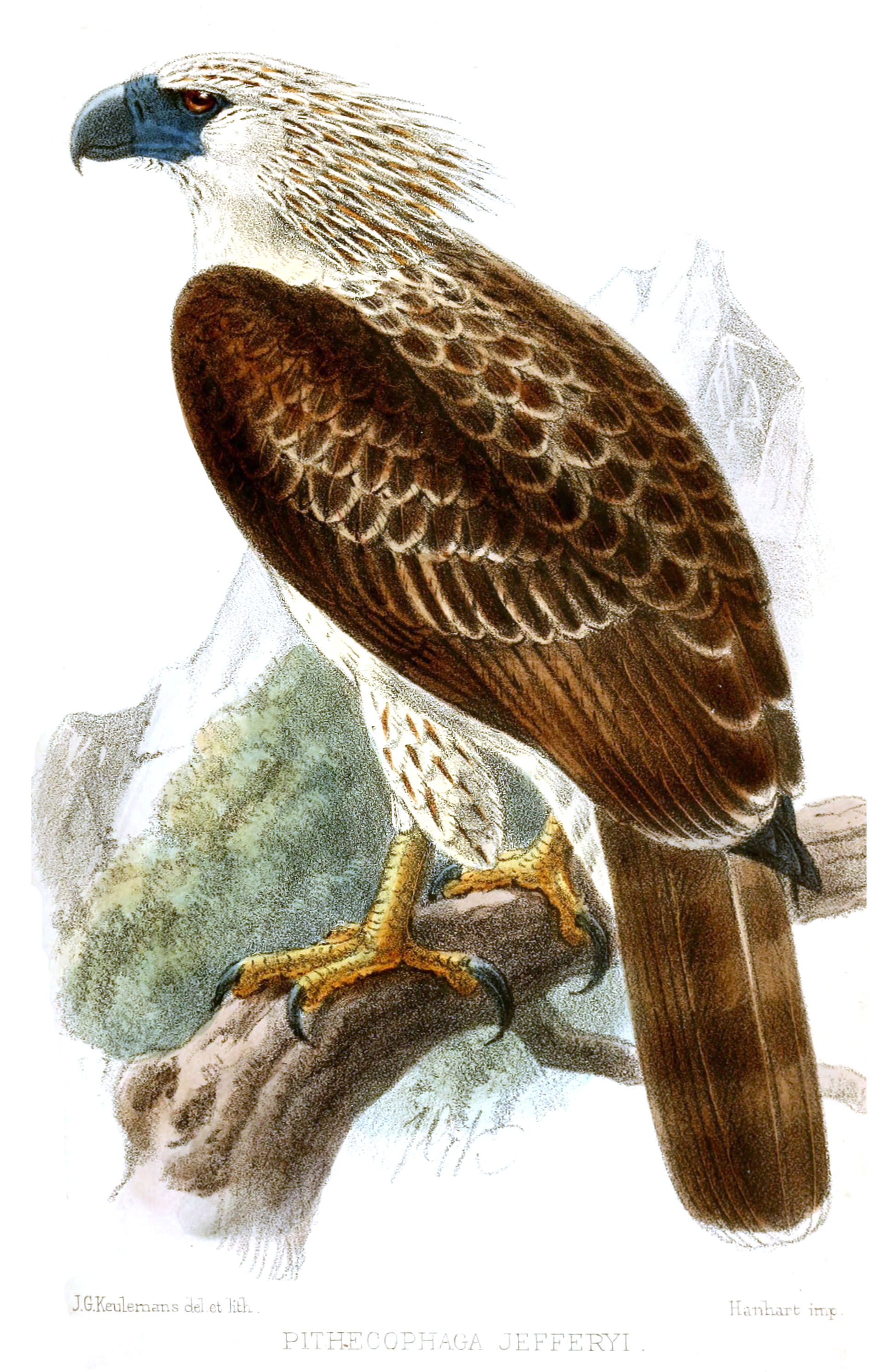
Ilustrace orla opičího
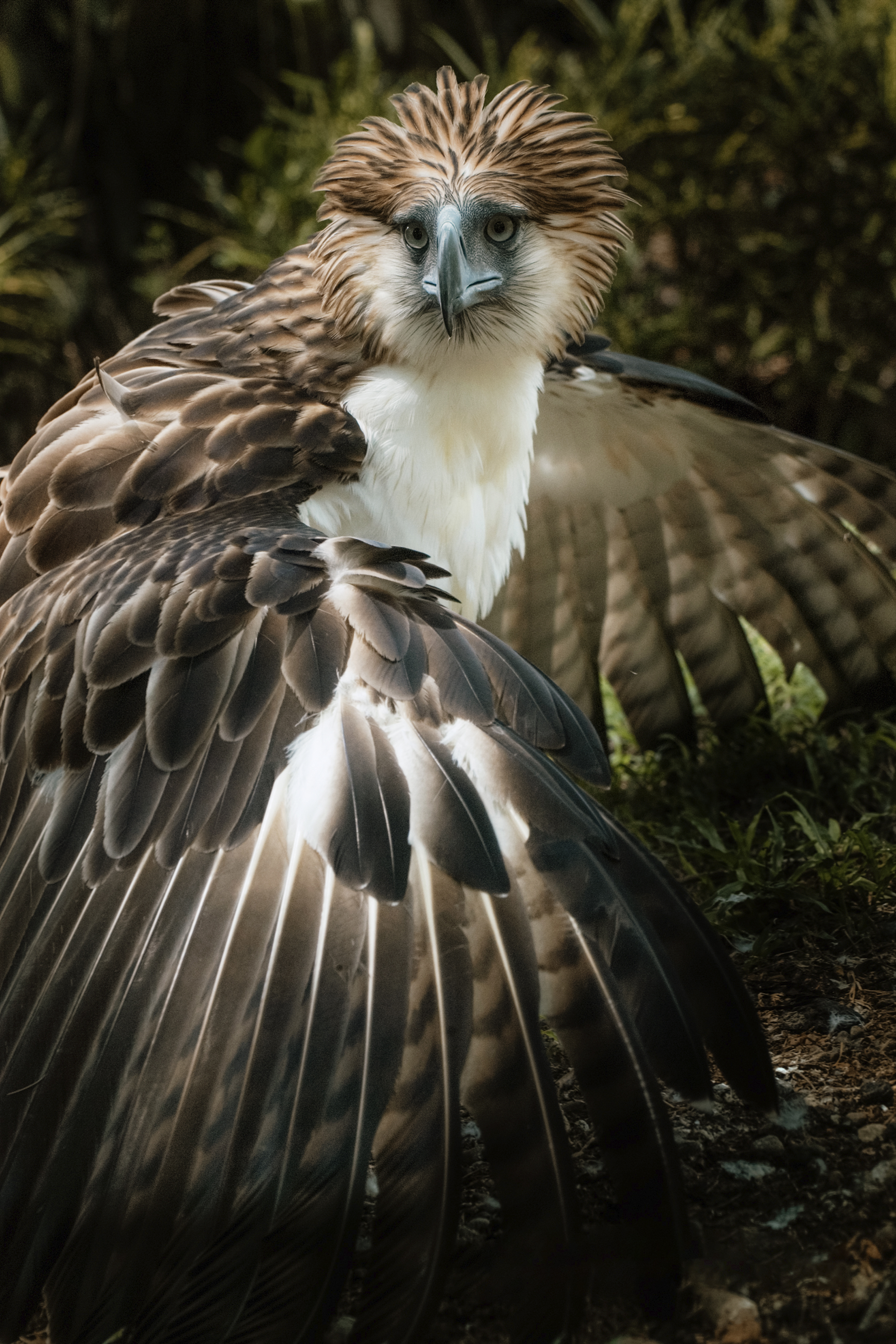
Orel opičí
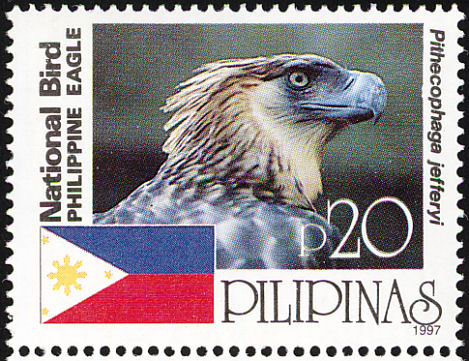
Filipínská poštovní známka z roku 1997
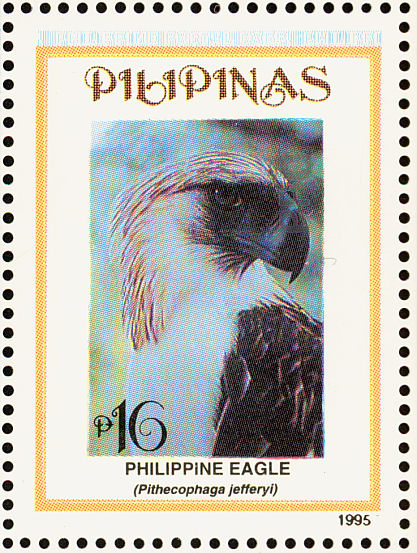
Filipínská poštovní známka z roku 1995
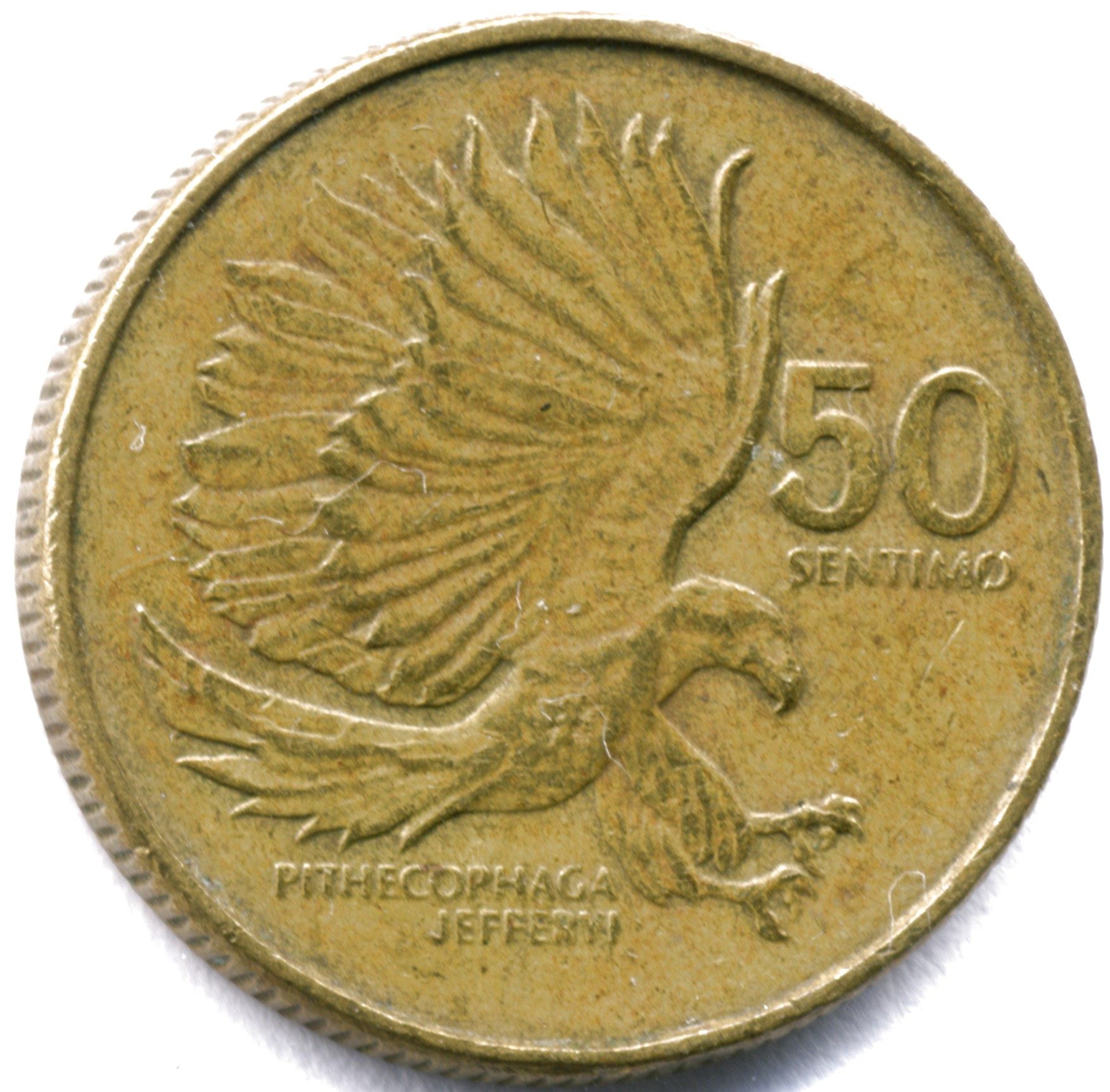
Revers filipínské mince s vyobrazením orla opičího